# Тульчинський район (1923—2020)
Тульчи́нський райо́н — колишній район Вінницької області. Адміністративний центр — місто районного значення Тульчин. Територія району становить 1124 км², населення — 157 200 (01.01.2018).

## Географія
Район розташований в південно-східній частині Вінницької області, яка у фізико-географічному відношенні належить до лісостепової зони, в південній частині Подільського плато, переважно вздовж річок Південний Буг та Сільниця.
Адміністративним центром району є м. Тульчин, віддалене від обласного центру (м. Вінниця) на 80 км.
Загальна протяжність автомобільних шляхів по району становить 406,7 км. В районі знаходиться 3 залізничних станції. Загальна довжина лінії залізниць близько 55 км. Є три залізничні станції: Журавлівка, Юрківка, Кирнасівка.
Територія району становить 1124 км², або 4,3 % до загальної площі Вінницької області. Загальна площа водного басейну становить 2402 га. Лісові площі становлять 19205 га, переважно дубово-грабові ліси. На території району існує 13 заповідних об'єктів площею 877,02 га, один із них загальнодержавного значення (582 га) і 12 місцевого значення.
На території району розташовані значні запаси корисних копалин: граніт — 21,8 га, глина — 15,8 га, пісок — 60 га.

## Історія
Перша документальна згадка про Тульчинський район відноситься до 1607 р. під назвою Нестервар, як фортеця для захисту від татар. Під стінами фортеці Нестервар в 1648 році в період повстання Хмельницького, схрещували свої шаблі селянсько-козацькі загони Івана Ганжі та полковника Максима Кривоноса, а пізніше Семена Палія. До 1699 року на Тульчинщині панували турецькі яничари, після чого вона знову опинилась під контролем Речі Посполитої.
У 1793 році Тульчин стає повітовим містом Брацлавського намісництва.
З березня 1796 по березень 1797 року на Тульчинщині перебував російський воєначальник Олександр Суворов. В с. Тиманівці зберігаються криниці, які начебто викопали і облаштували свого часу солдати О. Суворова, діє відкритий у вересні 1947 року музей Суворова.
У 1806 році на Тульчинській землі побував один із зачинателів української класичної літератури — поет і драматург, автор «Енеїди» і «Наталки Полтавки» — І. П. Котляревський.
З Тульчином пов'язані імена декабриста П. І. Пестеля, російського поета О. С. Пушкіна, художників І. М. Сошенка, П. Я. Рейхеля, А.Сокиринського, письменників Якова Качури, Петра Маруні, польського поета-демократа Юліуша Словацького. В с. Маньківка нашого району народився відомий український письменник-демократ А. П. Свідницький (1834—1871), автор роману «Люборацькі». В період з 1908 по 1921 рік на Тульчинщині перебував український композитор М. Д. Леонтович, який працював в єпархіальному жіночому училищі викладачем співів.
У серпні 1904 року спалахнув страйк столярів — перший організований виступ робітників Тульчина.
У роки совєцько-української війни на території району воювали частини 45-ї дивізії Й. Якіра, кавалерійські частини Г. Котовського.
Тульчинський район утворено в березні 1925 року.

### Голодомор 1932—1933 роки
22 квітня 1932 року мешканці Шури-Копіївської підняли повстання проти більшовиків, яке поширилося на сусідні села та було згодом придушене військами ОДПУ 22—24 вересня 1932 року.
На загальних зборах громадян села були присутні 420 осіб.
24 квітня 1932 р. (протокол № 161) вирішено підтримати пропозицію односельців Гунчак Лілії Демидівни, Вапнярчук Наталії Володимирівни та Нестерук Ольги Данилівни (мешканки села Журавлівка), про часткове забезпечення продовольством (із зібраного урожаю) працівників колгоспу та їх сімей.
У результаті безпрецедентного селянського опору перша хвиля голодомору у Вінницькій області УСРР була зірвана. Вихід селян із колективів тривав до вересня 1932 р. Особливого розмаху антиколгоспні виступи та антирадянські повстання набули в селі Шура Копіївка та Журавлівка Тульчинського району.
У ніч з 14 на 15 березня голова колгоспу Аверкій Войтко об'їхав навколишні села та голів колгоспів, закликаючи селян стати на захист радянського устрою. 15 березня Аверкій приїхав до Державного управління Тульчинської округи (що знаходилося на місці теперішньої податкової інспеції), де звернувся до голови тульчинської округи з проханням надати селянам частку зібраного врожаю. Того ж дня Аверкія Войтка було звинувачено в держзраді та розстріляно у підвалі НКВС Тульчинського райвідділку (що знаходився на місці теперішньої музичної школи в Тульчині).
Жінки у Шурі-Копіївській підняли бунт та захопили владу в Шурі-Копіївській та сусідніх селах Під гасла «У нас коней забирають, чоловіків беруть, нас грабують», вони накинулись на партійну номенклатуру. Селянки зруйнували конюшню в Журавлівці, Юрківці та, побивши при цьому 8 комуністів і комсомольців із вигуками: «Віддавайте насіння і реманент!», захопили владу в 9 селах (Шура-Копіївська, Сільниця, Юрківка, Журавлівка, Самгородок, Шпиківка, Станіславка, Калинівка, Жабокрич), наближених до Шури-Копіївської.
22 вересня на станцію Журавлівка та Шура-Копіївська прибули 5 вагонів зі спеціальними загонами НКВС для боротьби з національно-визвольними рухами. Протягом 22—24 вересня було придушено народне повстання, а 25—28 числа було здійснено поховання 820—825 повстанців у яру, поблизу станції Шура.
У жовтні-листопаді 1932—1933 року було вирішено переселити на вимерлі території нових людей.
До кінця 1933 року із Західної області РРФСР до Тульчинщини було відправлено 109 ешелонів з переселенцями та їхнім крамом.
Як кажуть дослідники, переселенцям, які прибували у вимерлі від голоду села Вінниччини, надавали значні пільги.
З них знімали всі недоїмки зі сплати податків, їх звільняли від сплати сільгоспподатку на три роки, рік вони могли не постачати державі молоко та м'ясо, кожна родина безкоштовно отримувала будинок і садибу, ремонт яких до їх переселення мали забезпечити місцеві колгоспи. Тим, у кого не було корови, її надавали безкоштовно, а на кожні дві-три родини давали коня.
Під час Другої світової війни тульчинці воювали в складі багатьох частин і з'єднань під Москвою, Сталінградом, на Дніпрі і Одері. За роки війни було розстріляно близько 8 тис. мирних громадян, 4 тис. зігнано в табір смерті в с. Печера. Понад 8 тис. жителів району загинуло в боях.
За виявлений героїзм в роки війни 6 жителів району посмертно відзначені найвищою нагородою — Герой Радянського Союзу, серед них Бондарчук Пилип Якович із с. Зарічного, Гнатенко Григорій Іванович смт. Кирнасівки, Гриб Олексій Федорович с. Холодівки, Жарчинський Федір Іванович смт. Шпикова, Клименко Кіндрат Гаврилович с. Ш-Копіївської, Кучерявий Микола Олексійович с. Мазурівки. В березні 1944 року Тульчинський район звільнено від німецько-фашистських загарбників.
05.02.1965 Указом Президії Верховної Ради Української РСР передано Вербівську та Марківську сільраду Крижопільського району — до складу Тульчинського району.

## Транспортна інфраструктура
Територію району проходять такі автошляхи: Р08, Р36, Т 0212, Т 0222 та Т 0234.
Залізничні станції: Журавлівка, Кирнасівка та Юрківка.
Зупинні пункти: Красногірка, Митланівка, Тиманівка, Улянівка, Шпиків та Шура.

## Адміністративний устрій
Район адміністративно-територіальний поділяється на 1 міську раду, 2 селищні ради та 23 сільські ради, які об'єднують 51 населений пункт та підпорядковані Тульчинській районній раді. Адміністративний центр — місто Тульчин.
19 населених пунктів — Василівка, Ганнопіль, Журавлівка, Заозерне, Зарічне, Клебань, Кирнасівка, Крищинці, Михайлівка, Маньківка, Маркове, Одая, Станіславка, Тиманівка, Тульчин, Холодівка, Шпиків, Федьківка, Юрківка знаходяться в зоні радіоактивного забруднення внаслідок аварії на ЧАЕС, у яких проживає 37483 чол., із них 6706 дітей, ліквідаторів-169, у тому числі І категорії — 28, ІІ категорії — 97, ІІІ категорії — 44 осіб.

## Демографічна ситуація
Статистичні дані на 01.12.2006 року: Кількість населення району становить 60401 чол., в тому числі:
- міське — 24389 чол. (40,38 %)
- сільське — 36012 чол. (59,62 %)

Щільність населення на 1км² становить 18 осіб.
У 2006 році зареєстровано:
- народжень 508;
- смертей 1189;
- одружень 387;
- розлучень 206.

Природний приріст населення (-681).

## Економіка

### Промисловість
Основною галуззю промислового виробництва є харчова промисловість та перероблення сільськогосподарських продуктів. Підприємствами цієї галузі вироблено 98 % від усієї продукції району.
Лідером виробництва є ВАТ «Тульчинський маслосирзавод». Стабільно працювали: ТОВ «Тульчинм'ясо», ВАТ «Тульчинський хлібокомбінат», РСТ, ТОВ «Діана».
У районі працюють ТОВ «Кирнасівкацукор», ТОВ «Тульчинський консервний завод», ТОВ «Панська долина», ВАТ «Тульчинська швейна фабрика», ТОВ «Тульчинський Агромаш», ТОВ ,,Шпиківський ДОЗ".

### Аграрний сектор
Сільськогосподарський комплекс район має зерново-буряковий напрямок з розвинутим м'ясомолочним тваринництвом.

## Гуманітарна сфера
У районі діють 3 навчальні заклади з підготовки молодших спеціалістів: технікум ветеринарної медицини Вінницького ВДАУ, ВПУ № 41, училище культури. Функціонує: 4 музичні школи (Тульчин, Кирнасівка, Шпиків, Тиманівка); 37 СЗШ, в яких навчається 6863 учнів, 5 позашкільних закладів (2 ДЮСШ, БДЮ, СЮН, ЦТТ). В загальноосвітніх школах району працює 752 педагогічних працівники, в тому числі з вищою освітою — 661, з яких 156 мають вищу категорію.
Медичне обслуговування населення району здійснюють: ЦРЛ, Кирнасівська міська, Шпиківська міська, Клебанська і Юрківська дільничні лікарні, 8 лікарських амбулаторій сімейного типу, 30 ФАПів. Мережа лікарняних закладів району нараховує 353 ліжок. Функціонує 21 аптечний заклад. Населення обслуговує 134 лікарі, 778 середніх медичних працівників та іншого медперсоналу. Всього 912 осіб.
Крім цього, на території району розташовані 4 лікувально-профілактичні заклади обласного підпорядкування: Тиманівський протитуберкульозний санаторій, Тульчинський дитячий ортопедичний санаторій, Печерська обласна лікарня відновного лікування, Будинок дитини. Мережа закладів культури нараховує 36 клубних закладів і бібліотек, 5 музейних закладів. Діє 7 народних та 4 зразкових колективи.
В населених пунктах є 70 пам'ятників, 15 парків «Пам'ять», 13 меморіальних комплексів і 7 пам'ятників містобудування та архітектури.
Для занять фізичною культурою і спортом використовується 2 стадіони, 19 футбольних полів, 47 спортивних майданчиків, 37 спортивних залів. Діє 78 колективів фізичної культури і спорту. В районі зареєстровано і діє 67 районних осередків організацій політичних партій та 41 громадська організація, 54 релігійні громади, 13 конфесій.

## Політика
25 травня 2014 року відбулися Президентські вибори України. У межах Тульчинського району було створено 45 виборчих дільниць. Явка на виборах складала 68,99 % (проголосували 30 644 із 44 420 виборців). Найбільшу кількість голосів отримав Петро Порошенко — 71,78 % (21 997 виборців); Юлія Тимошенко — 12,06 % (3696 виборців), Олег Ляшко — 6,15 % (1886 виборців), Анатолій Гриценко — 3,16 % (968 виборців). Решта кандидатів набрали меншу кількість голосів. Кількість недійсних або зіпсованих бюлетенів — 0,93 %.

## Персоналії
На території району народились:
- Белінський Степан Сидорович — повний кавалер ордена Слави.
- Бойко Михайло Якимович — заслужений металург УРСР, Герой Соціалістичної Праці, почесний громадянин міста Запоріжжя.

## Пам'ятки
- Пам'ятки архітектури Тульчинського району
- Пам'ятки монументального мистецтва Тульчинського району
- Пам'ятки історії Тульчинського району
- Пам'ятки археології Тульчинського району